# SC Rot-Weiß Oberhausen-Rhld. 1904 1983-1984
Questa voce raccoglie le informazioni riguardanti il SC Rot-Weiß Oberhausen-Rhld. 1904 nelle competizioni ufficiali della stagione 1983-1984.

## Stagione
Nella stagione 1983-1984 il Rot Weiss Oberhausen, allenato da Friedel Elting, concluse il campionato di 2. Bundesliga al 16º posto.

## Rosa
| N. |                     | Ruolo | Calciatore          |
| -- | ------------------- | ----- | ------------------- |
|    | Germania (bandiera) | P     | Andreas Asche       |
|    | Germania (bandiera) | P     | Dieter Ferner       |
|    | Germania (bandiera) | P     | Wolfgang Kieselmann |
|    | Germania (bandiera) | D     | Michael Brocker     |
|    | Germania (bandiera) | D     | Wolfgang Funkel     |
|    | Germania (bandiera) | D     | Paul Hahn           |
|    | Germania (bandiera) | D     | Ralf Quabeck        |
|    | Germania (bandiera) | D     | Gerd Wirtz          |
|    | Germania (bandiera) | C     | Dieter Allig        |
|    | Germania (bandiera) | C     | Dieter Bartel       |
|    | Germania (bandiera) | C     | Stefan Dauber       |
|    | Germania (bandiera) | C     | Horst-Franz Degen   |

| N. |                     | Ruolo | Calciatore        |
| -- | ------------------- | ----- | ----------------- |
|    | Germania (bandiera) | C     | Ralf Hörstgen     |
|    | Germania (bandiera) | C     | Uwe Montelett     |
|    | Germania (bandiera) | C     | Toni Puszamszies  |
|    | Germania (bandiera) | C     | Theo Schneider    |
|    | Germania (bandiera) | C     | Hans-Jürgen Wloka |
|    | Germania (bandiera) | A     | Werner Albrecht   |
|    | Germania (bandiera) | A     | Konrad Eickels    |
|    | Germania (bandiera) | A     | Rainer Jakobs     |
|    | Germania (bandiera) | A     | Wolfgang Pache    |
|    | Germania (bandiera) | A     | Norbert Runge     |
|    | Germania (bandiera) | A     | Burghard Segler   |

## Organigramma societario
Area tecnica
- Allenatore: Friedel Elting
- Allenatore in seconda:
- Preparatore dei portieri:
- Preparatori atletici:

## Calciomercato

### Sessione estiva
| Acquisti | Acquisti         | Acquisti           | Acquisti |
| R.       | Nome             | da                 | Modalità |
| -------- | ---------------- | ------------------ | -------- |
| C        | Toni Puszamszies | Uerdingen 05       |          |
| C        | Theo Schneider   | Norimberga         |          |
| A        | Werner Albrecht  | Bocholt            |          |
| C        | Stefan Dauber    | Fortuna Düsseldorf |          |
| D        | Wolfgang Funkel  | Viktoria Goch      |          |
| C        | Uwe Montelett    | Bocholt            |          |
| A        | Wolfgang Pache   | 1. FC Paderborn    |          |

| Cessioni | Cessioni        | Cessioni  | Cessioni |
| R.       | Nome            | a         | Modalità |
| -------- | --------------- | --------- | -------- |
| A        | Joachim Herbst  | Bocholt   |          |
| A        | Detlev Szymanek | Wuppertal |          |
| P        | Gerhard Welz    | Stoccarda |          |

### Sessione invernale
| Acquisti | Acquisti | Acquisti | Acquisti |
| R.       | Nome     | da       | Modalità |
| -------- | -------- | -------- | -------- |

| Cessioni | Cessioni | Cessioni | Cessioni |
| R.       | Nome     | a        | Modalità |
| -------- | -------- | -------- | -------- |

## Risultati

### 2. Bundesliga

#### Girone di andata
| Arbitro: | Bruch |

|                            |           |  |
| Bartel 61’ (aut.) Kuhl 86’ | Marcatori |  |

| Arbitro: | Tritschler |

|                                        |           |  |
| Bartel 1’ Quabeck 53’ Pache 61’ (rig.) | Marcatori |  |

| Arbitro: | Walz |

|                                     |           |                      |
| Hampl 40’ Bönisch 44’ Cestonaro 60’ | Marcatori | 53’ Pache 76’ Jakobs |

| Arbitro: | Eli |

|                           |           |                                          |
| Funkel 11’, 30’ Pache 34’ | Marcatori | 9’ (rig.) Abel 21’ Opitz 83’ Clute-Simon |

| Arbitro: | Mierswa |

|                                |           |                      |
| Berti 38’ Weiß 60’ Vucinic 90’ | Marcatori | 15’ Pache 78’ Bartel |

| Arbitro: | Hellwig |

|             |           |  |
| Brocker 34’ | Marcatori |  |

| Arbitro: | Schäfer |

|                     |           |           |
| Bohne 35’ Wirtz 42’ | Marcatori | 83’ Allig |

| Arbitro: | Bodmer |

|  |           |           |
|  | Marcatori | 83’ Glöde |

| Arbitro: | Michel |

|            |           |           |
| Hayduk 14’ | Marcatori | 86’ Allig |

| Arbitro: | Brehm |

|  |           |                          |
|  | Marcatori | 57’ Wohlfarth 85’ Dubski |

| Arbitro: | Stark |

|                   |           |  |
| Ferner 16’ (aut.) | Marcatori |  |

| Arbitro: | Hontheim |

|               |           |  |
| Montelett 75’ | Marcatori |  |

| Arbitro: | Boos |

|                                 |           |  |
| Kügler 58’, 65’ Hahn 85’ (aut.) | Marcatori |  |

| Oberhausen 29 ottobre 1983, ore 15:00 CET 14ª giornata | RW Oberhausen | 0 – 0 referto | Alemannia Aquisgrana | Niederrheinstadion (1 000 spett.)\| Arbitro: \| Kespohl \| |
| Arbitro:                                               | Kespohl       |               |                      |                                                            |

| Arbitro: | Reinstädtler |

|                                           |           |           |
| Werres 55’ Guðlaugsson 61’ Kurtenbach 65’ | Marcatori | 82’ Pache |

| Arbitro: | Schütte |

|                     |           |                         |
| Pache 45’ Allig 64’ | Marcatori | 58’ Demange 70’ Wegmann |

| Arbitro: | Brehm |

|                             |           |                      |
| Gaedke 50’ Schlumberger 56’ | Marcatori | 22’ Dauber 72’ Pache |

| Arbitro: | Barnick |

|            |           |           |
| Dauber 52’ | Marcatori | 48’ Jeske |

| Arbitro: | Roth |

|                            |           |            |
| Bialon 29’ Hahn 87’ (aut.) | Marcatori | 24’ Funkel |

#### Girone di ritorno
| Arbitro: | Gabor |

|                                         |           |  |
| Dauber 45’ Schneider 51’, 82’ Pache 71’ | Marcatori |  |

| Arbitro: | Scheuerer |

|                                                 |           |           |
| Seel 11’ Müller 53’ Kakoko 56’, 77’ Blättel 63’ | Marcatori | 32’ Allig |

| Arbitro: | Zimmermann |

|                  |           |                     |
| Pache 60’ (rig.) | Marcatori | 20’ (rig.) Wielandt |

| Arbitro: | Werner |

|                                     |           |  |
| Täuber 26’ Thon 49’ Abel 81’ (rig.) | Marcatori |  |

| Arbitro: | Föckler |

|  |           |                                         |
|  | Marcatori | 25’ Hauck 67’ (rig.), 88’ (rig.) Kohnle |

| Arbitro: | Diekert |

|                                           |           |  |
| Schäfer 2’ Buschmann 35’ Degen 83’ (aut.) | Marcatori |  |

| Arbitro: | Huster |

|          |           |             |
| Pache 2’ | Marcatori | 28’ Lehmann |

| Arbitro: | Heitmann |

|                                     |           |                    |
| Skov 10’ Glöde 66’ (rig.) Stöhr 82’ | Marcatori | 42’, 76’ Schneider |

| Arbitro: | Assenmacher |

|           |           |  |
| Wloka 67’ | Marcatori |  |

| Arbitro: | Eli |

|                                     |           |                                  |
| Wohlfarth 2’, 21’, 46’ Notthoff 13’ | Marcatori | 26’, 85’ Runge 55’ (rig.) Funkel |

| Arbitro: | Kespohl |

|                   |           |  |
| Funkel 17’ (rig.) | Marcatori |  |

| Arbitro: | Brehm |

|                                       |           |                           |
| Schüler 50’, 81’ Groß 64’ Günther 89’ | Marcatori | 48’ Runge 86’ Puszamszies |

| Arbitro: | Scheuerer |

|                                        |           |            |
| Zimmer 63’ (aut.) Dauber 73’ Allig 86’ | Marcatori | 17’ Elgert |

| Aquisgrana 24 aprile 1984, ore 19:30 CEST 33ª giornata | Alemannia Aquisgrana | 0 – 0 referto | RW Oberhausen | Stadio Tivoli (5 000 spett.)\| Arbitro: \| Walz \| |
| Arbitro:                                               | Walz                 |               |               |                                                    |

| Arbitro: | Schäfer |

|                                   |           |  |
| Eickels 52’ Jakobs 76’ Funkel 88’ | Marcatori |  |

| Arbitro: | Wahmann |

|             |           |            |
| Demange 28’ | Marcatori | 56’ Jakobs |

| Arbitro: | Hellwig |

|                           |           |            |
| Eickels 40’ Schneider 53’ | Marcatori | 73’ Niebel |

| Arbitro: | Horeis |

|            |           |            |
| Merkle 79’ | Marcatori | 43’ Funkel |

| Arbitro: | Niebergall |

|                                                       |           |  |
| Eickels 13’ Dauber 20’ Wloka 28’ (rig.) Schneider 72’ | Marcatori |  |

## Statistiche

### Statistiche di squadra
| Competizione  | Punti | In casa | In casa | In casa | In casa | In casa | In casa | In trasferta | In trasferta | In trasferta | In trasferta | In trasferta | In trasferta | Totale | Totale | Totale | Totale | Totale | Totale | DR  |
| Competizione  | Punti | G       | V       | N       | P       | Gf      | Gs      | G            | V            | N            | P            | Gf           | Gs           | G      | V      | N      | P      | Gf     | Gs     | DR  |
| ------------- | ----- | ------- | ------- | ------- | ------- | ------- | ------- | ------------ | ------------ | ------------ | ------------ | ------------ | ------------ | ------ | ------ | ------ | ------ | ------ | ------ | --- |
| 2. Bundesliga | 31    | 19      | 10      | 6       | 3       | 31      | 16      | 19           | 0            | 5            | 14           | 20           | 46           | 38     | 10     | 11     | 17     | 51     | 62     | -11 |
| Totale        | 31    | 19      | 10      | 6       | 3       | 31      | 16      | 19           | 0            | 5            | 14           | 20           | 46           | 38     | 10     | 11     | 17     | 51     | 62     | -11 |

### Andamento in campionato
| Giornata  | 1  | 2 | 3  | 4  | 5  | 6  | 7  | 8  | 9  | 10 | 11 | 12 | 13 | 14 | 15 | 16 | 17 | 18 | 19 | 20 | 21 | 22 | 23 | 24 | 25 | 26 | 27 | 28 | 29 | 30 | 31 | 32 | 33 | 34 | 35 | 36 | 37 | 38 |
| --------- | -- | - | -- | -- | -- | -- | -- | -- | -- | -- | -- | -- | -- | -- | -- | -- | -- | -- | -- | -- | -- | -- | -- | -- | -- | -- | -- | -- | -- | -- | -- | -- | -- | -- | -- | -- | -- | -- |
| Luogo     | T  | C | T  | C  | T  | C  | T  | C  | T  | C  | T  | C  | T  | C  | T  | C  | T  | C  | T  | C  | T  | C  | T  | C  | T  | C  | T  | C  | T  | C  | T  | C  | T  | C  | T  | C  | T  | C  |
| Risultato | P  | V | P  | N  | P  | V  | P  | P  | N  | P  | P  | V  | P  | N  | P  | N  | N  | N  | P  | V  | P  | N  | P  | P  | P  | N  | P  | V  | P  | V  | P  | V  | N  | V  | N  | V  | N  | V  |
| Posizione | 16 | 8 | 14 | 12 | 15 | 15 | 15 | 17 | 16 | 18 | 19 | 18 | 18 | 17 | 18 | 20 | 18 | 18 | 20 | 17 | 18 | 18 | 18 | 18 | 19 | 19 | 19 | 19 | 19 | 19 | 19 | 19 | 19 | 18 | 18 | 17 | 17 | 16 |

Legenda:

Luogo: C = Casa; T = Trasferta. Risultato: V = Vittoria; N = Pareggio; P = Sconfitta.

### Statistiche dei giocatori
| W. Albrecht    | 29 | 0  | 2 | 0 |
| D. Allig       | 31 | 5  | 2 | 1 |
| A. Asche       | 9  | 0  | 0 | 0 |
| D. Bartel      | 13 | 2  | 1 | 0 |
| M. Brocker     | 20 | 1  | 1 | 0 |
| S. Dauber      | 23 | 5  | 4 | 0 |
| H. Degen       | 25 | 0  | 0 | 0 |
| K. Eickels     | 25 | 3  | 4 | 0 |
| D. Ferner      | 3  | 0  | 0 | 0 |
| W. Funkel      | 37 | 7  | 3 | 0 |
| P. Hahn        | 32 | 0  | 8 | 0 |
| R. Hörstgen    | 0  | 0  | 0 | 0 |
| R. Jakobs      | 29 | 3  | 3 | 0 |
| W. Kieselmann  | 29 | 0  | 1 | 0 |
| U. Montelett   | 26 | 1  | 2 | 0 |
| W. Pache       | 28 | 10 | 0 | 0 |
| T. Puszamszies | 7  | 1  | 0 | 0 |
| R. Quabeck     | 24 | 1  | 4 | 0 |
| N. Runge       | 7  | 3  | 1 | 0 |
| T. Schneider   | 31 | 6  | 1 | 0 |
| B. Segler      | 0  | 0  | 0 | 0 |
| G. Wirtz       | 24 | 0  | 1 | 0 |
| H. Wloka       | 31 | 2  | 0 | 0 |